# Strone Point (Loch Striven)

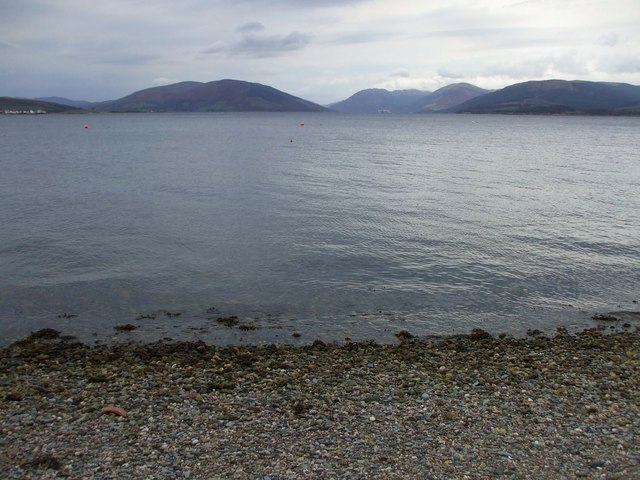
Blick von Rothesay nach Norden. Strone Point liegt am Ende des vorspringenden Hügels im Bild halblinks. Zur Rechten führt Loch Striven nach Norden, zur Linken verlaufen die Kyles of Bute nach Nordwesten.

Strone Point ist ein Kap im Süden der schottischen Halbinsel Cowal und gehört somit administrativ zu der Council Area Argyll and Bute. Die Landspitze markiert von Süden kommend die Einfahrt in den Loch Striven, während die Kyles of Bute weiter in nordwestlicher Richtung verlaufen. Jenseits von Strone Point steigt das Land rasch an und kulminiert in mehreren Hügeln, von denen der fünf Kilometer nordwestlich gelegene Beinn Bhreac mit einer Höhe von 507 m der höchste ist.
Strone Point liegt in einer sehr dünn besiedelten Region und es befinden sich keine Siedlungen, sondern allenfalls vereinzelte Häuser in der Nähe. Eine einspurige asphaltierte Straße säumt jedoch das Kap, sodass es mit Kraftfahrzeugen erreichbar ist. Eine ehemalige nahegelegene Siedlung wurde zwischenzeitlich aufgegeben. Die Gebäude wurden im Zuge von Zielübungen im Zweiten Weltkrieg beschossen und zerstört.
Als Folge des regen Schiffsverkehrs in den Kyles of Bute sind um Strone Point in den letzten Jahrhunderten mehrere Schiffsunglücke verzeichnet. Erwähnenswert sind hiervon eine Slup unbekannten Namens, die im Oktober 1860 dort auf Grund lief und aufgegeben werden musste, der Kohletransporter Annabella, der im März 1861 nach einer Kollision an Strone Point sank sowie die Follow Me aus Girvan, die ebenfalls nach einer Kollision im Januar 1928 sank.